# Irvingiaceae
Irvingiaceae nom. cons., porodica dvosupnica u redu malpigijolike. Podijeljena je na tri roda s najmanje 10 priznatih vrsta

## Opis
Irvingiaceae sadrži 3 roda i 10 vrsta tropskog drveća koje se nalazi u Africi i od jugoistočne Azije do zapadne Malezije. Listovi su prilično karakteristični sa svojim uzdužnim oznakama, velikim listopadnim stipulama koje okružuju istaknuti šiljasti završni pupoljak i blisko paralelnim sekundarnim žilicama. Tanke čašice ostaju u plodu i vidljivo su refleksirane, a nektarni disk je vrlo očit. Vrste iz portodice nekada su bile uključene u porodicu gorkuničevki  “nebeskog stabla”, Simaroubaceae. 

## Rodovi
1. Klainedoxa Pierre ex Engl. (2 spp.)
2. Irvingia Hook.f. (7 spp.)
3. Desbordesia Pierre ex Tiegh. (1 sp.)